# Ishigaki (stad)
Ishigaki (石垣市, Ishigaki-shi) is een stad op het gelijknamige eiland Ishigaki. Bestuurlijk ligt het in de Japanse prefectuur Okinawa. Op 1 november 2009 had de stad 46.878 inwoners. De bevolkingsdichtheid bedroeg 205 inw./km². De oppervlakte van de gemeente is 229 km². Bestuurlijk vormt de gemeente een onderdeel van de subprefectuur Yaeyama (八重山支庁, Yaeyama-shichō). De stad omvat onder andere het gelijknamige eiland en de Senkaku-eilanden (hoewel dat laatste betwist wordt).  De luchthaven Ishigaki hoort eveneens bij de stad.

## Geschiedenis
Op 1 april 1908 ontstond het dorp Yaeyama (八重山村, Yaeyama-son) uit de fusie van de magiri Ishigaki, Ōhama en Miyara.  Op 1 april 1914 werd de naam van het dorp veranderd in Ishigaki (石垣村, Ishigaki-son). Op 1 december 1926 kreeg Ishigaki (石垣町, Ishigaki-chō) het statuut van gemeente. Op 10 juli 1947 werd Ishigaki een stad (shi).

## Sport
Ishigaki is meerdere malen organisator geweest van triatlonwedstrijden, waaronder: 
- ITU wereldbekerwedstrijd 1996 t/m 2009

## Geboren
- Yukiya Arashiro (22 september 1984), wielrenner